# 悩殺×女神
『悩殺×女神』（のうさつめがみ）は、2006年11月から2010年9月までMONDO21で放送されたアイドル番組である。

## 概要
- 人気グラビアアイドルを中心としたイメージビデオの話題作から懐かしの作品までを厳選して紹介する。
- 後発のLove + IDOLより、比較的着エロの内容が多いのが特徴。
- 告知ナレーションは、「限界ギリギリ過激な挑発ポーズで男を悩殺する女神。彼女の甘く危険な誘惑にあなたはどこまで耐え切ることが出来るのか？」。
- 基本的に、毎週日曜日25時（月曜日深夜1時）に初回放送。再放送あり。

## 出演アイドル
1. KAORI 「FREEDOM　-KAORI IN HONOLULU-」（2006年11月5日初回放送）
2. 佐藤舞砂 「シリドル誕生」（2006年11月12日初回放送）
3. 吉田千晃 「キノウ ミタ ユメ」（2006年11月19日初回放送）
4. 末永かおり 「tiara ティアラ」（2006年11月26日初回放送）
5. 小田有紗 「Chik-Dol」（2006年12月3日初回放送）
6. 春香 「Play H 」（2006年12月10日初回放送）
7. 名波はるか 「Rooms」（2006年12月17日初回放送）
8. 松井沙也香 「激写X 本能 Gカップレースクイーン」（2006年12月24日初回放送）
9. KAORI 「SｘS」（2006年12月31日初回放送）
10. 小田有紗 「B-chick」（2007年1月7日初回放送）
11. 青木りん 「乳魂」（2007年1月14日初回放送）
12. 椎名香織 「爆エロカオリエンジェル」（2007年1月21日初回放送）
13. 神楽坂恵 「supreme」（2007年2月4日初回放送）
14. 福山安奈 「琉球無譚」（2007年2月11日初回放送）
15. 織田真子 「禁断少女2」（2007年2月18日初回放送）
16. 松井沙也香 「激写X 挑発 Gカップレースクイーン」（2007年2月25日初回放送）
17. 小田有紗／神楽坂恵 「diamonds」（2007年3月4日初回放送）
18. 神楽坂恵／小田有紗 「diamonds」（2007年3月11日初回放送）
19. 紗那 「でかみるく」（2007年3月18日初回放送）
20. 太田優紀 「Miss Eros (ミスエロ)」（2007年3月25日初回放送）
21. 松田ゆり 「Miss Eros」（2007年4月1日初回放送）
22. 赤松寛子 「H spot」（2007年4月8日初回放送）
23. MISAKI 「M open」（2007年4月15日初回放送）
24. 櫻井ゆうこ 「パイChu」（2007年4月22日初回放送）
25. 白石優奈 「女淫」（2007年4月29日初回放送）
26. 松坂麗央 「ホットリップス」（2007年5月6日初回放送）
27. 取池奈々 「ハートに火をつけて」（2007年5月13日初回放送）
28. 山咲美帆 「姫はじめ」（2007年5月20日初回放送）
29. 神楽坂恵 「ふ・れ・あい」（2007年5月27日初回放送）
30. MISAKI 「悩殺ナンパ! アイドルMISAKIを狙え!!」（2007年6月3日初回放送）
31. 鈴木ゆき 「ゆっきぃのいぱぁい。」（2007年6月10日初回放送）
32. 月見栞 「Moon Honey」（2007年6月17日初回放送）
33. 小田有紗 「"touch me,baby"」（2007年6月24日初回放送）
34. 名波はるか 「nature」（2007年7月1日初回放送）
35. 坂木舞子 「Attention please」（2007年7月8日初回放送）
36. 手嶋ゆう 「YOU& I」（2007年7月15日初回放送）
37. フランソワーズ広田 「エロトマニア」（2007年7月22日初回放送）
38. KAORI 「INSOMNIA」（2007年7月29日初回放送）
39. ほしのあき 「Darn-Tarn」（2007年8月5日初回放送）
40. 神楽坂恵 「おねがい神様」（2007年8月12日初回放送）
41. 矢部美穂 「ハッスル テング」（2007年8月19日初回放送）
42. 花井美里 「Million Kiss」（2007年8月26日初回放送）
43. 三井りあ 「よろめき」（2007年9月2日初回放送）
44. 日向葵 「ロリ・ペット」（2007年9月9日初回放送）
45. 小田有紗 「もっと・・・魅体!」（2007年9月16日初回放送）
46. 高麗美菜 「ミナティ三昧」（2007年9月23日初回放送）
47. 堀口としみ 「快感」（2007年9月30日初回放送）
48. 岡田真由香 「HAMMY FLASH」（2007年10月7日初回放送）
49. 石川真琴 「LOVE BODY」（2007年10月14日初回放送）
50. さくらいゆり 「激写X」（2007年10月21日初回放送）
51. 森下悠里 「ゆーりずミックス」（2007年10月28日初回放送）
52. 松井沙也香 「激写X 結界 Gカップレースクイーン」（2007年11月4日初回放送）
53. 星咲玲 「激写X 2 エロティカ」（2007年11月11日初回放送）
54. 千香 「激写X」（2007年11月18日初回放送）
55. 一色雅 「BOOB!」（2007年11月25日初回放送）
56. 小田有紗 「Drama-Chick」（2007年12月2日初回放送）
57. 工藤美紀 「slave」（2007年12月9日初回放送）
58. 結城舞衣 「激写X 快感」（2007年12月16日初回放送）
59. たま 「タマらない」（2007年12月23日初回放送）
60. 杉原杏璃 「杏璃色」（2007年12月30日初回放送）
61. 森田香央里 「attractive」（2008年1月6日初回放送）
62. 桜井すみれ 「ナースステーション」（2008年1月13日初回放送）
63. 名波はるか 「女神伝説、」（2008年1月20日初回放送）
64. 福田淳子 「booty」（2008年1月27日初回放送）
65. 矢部美穂 「DEEP and IMPACT」（2008年2月3日初回放送）
66. ほしのあき 「万華鏡」（2008年2月10日初回放送）
67. インリン・オブ・ジョイトイ 「紅色奴隷」（2008年2月17日初回放送）
68. 次原かな 「invitation」（2008年2月24日初回放送）
69. 小田有紗 「"Hold me,Tight!"」（2008年3月2日初回放送）
70. 松原梨沙 「Pretty Princess」（2008年3月9日初回放送）
71. 花井美里 「やるじゃん!」（2008年3月16日初回放送）
72. KAORI 「swim」（2008年3月23日初回放送）
73. 山中めぐみ 「sunwise」（2008年3月30日初回放送）
74. 神楽坂恵 「ma cherie」（2008年4月6日初回放送）
75. 矢部美穂 「HOLD ON ME」（2008年4月13日初回放送）
76. 沼尻沙弥香 「センチメンタルガール」（2008年4月20日初回放送）
77. 堀田ゆい夏 「ゆい夏の雫」（2008年4月27日初回放送）
78. 名波はるか 「秘密の扉」（2008年5月4日初回放送）
79. かでなれおん 「make you happy!」（2008年5月11日初回放送）
80. 小田有紗 「"kiss me,baby・・・"」（2008年5月18日初回放送）
81. 亜弓リカ 「ボインドリーム 亜弓リカ」（2008年5月25日初回放送）
82. 真田美香 「PREMIER」（2008年6月1日初回放送）
83. 小口もな美 「もなむーる」（2008年6月8日初回放送）
84. 美崎悠 「悠とぴあ」（2008年6月15日初回放送）
85. 安藤れい 「Pai リゾート」（2008年6月22日初回放送）
86. 野嶋志保 「ドキドキ☆アフタースクール」（2008年6月29日初回放送）
87. 堀田ゆい夏 「ゆい夏色 -COLORS-」（2008年7月6日初回放送）
88. 相内リカ 「プルルンボンバー」（2008年7月13日初回放送）
89. 新倉ゆかり 「ゆかりの甘いもの」（2008年7月20日初回放送）
90. 堀口としみ 「淫恋慕」（2008年7月27日初回放送）
91. 相澤仁美 「青春ダイナミック」（2008年8月3日初回放送）
92. 辰巳奈都子 「ラグジュアリー」（2008年8月10日初回放送）
93. 森下悠里 「恋愛遊戯」（2008年8月17日初回放送）
94. 次原かな 「不思議な感情」（2008年8月24日初回放送）
95. 浜田翔子 「風少女」（2008年8月31日初回放送）
96. 麻生奈央 「お嬢様、大ピンチ」（2008年9月7日初回放送）
97. 国分れな 「れなの誘惑」（2008年9月14日初回放送）
98. 尾崎ナナ 「ナナ不思議」（2008年9月21日初回放送）
99. 吉川麻衣子 「見ちゃダメ?」（2008年9月28日初回放送）
100. 青木直子 「NAO」（2008年10月5日初回放送）
101. 森田香央里 「cinnamon」（2008年10月12日初回放送）
102. 赤松寛子 「SURPRISE」（2008年10月19日初回放送）
103. 竹内のぞみ 「102」（2008年10月26日初回放送）
104. 折原みか 「おりりんハート」（2008年11月2日初回放送）
105. 岡田真由香 「ニップル・パラダイス」（2008年11月9日初回放送）
106. 秦野なつき 「激写X 決心」（2008年11月16日初回放送）
107. 吉田千晃 「Gorgeous」（2008年11月23日初回放送）
108. 木村さやか 「解禁少女」（2008年11月30日初回放送）
109. かとうはなえ 「モンスターバスト・かとうはなえ」（2008年12月7日初回放送）
110. 内宮有里 「激写X」（2008年12月14日初回放送）
111. 笠原美里 「カムカム+M」（2008年12月21日初回放送）
112. 堀口としみ 「淫尻テーション」（2008年12月28日初回放送）
113. 生駒エリコ 「MILK MAX」（2009年1月4日初回放送）
114. 赤松寛子 「モンスターバスト・赤松寛子」（2009年1月11日初回放送）
115. 細野美紅 「激写X」（2009年1月18日初回放送）
116. 竹内のぞみ 「I wish…」（2009年1月25日初回放送）
117. 森下悠里 「恋愛神話」（2009年2月1日初回放送）
118. 海川ひとみ 「ラブリー☆サマー」（2009年2月8日初回放送）
119. 松金洋子 「禁断」（2009年2月15日初回放送）
120. 夏目理緒 「Love Affair」（2009年2月22日初回放送）
121. 折原みか 「おりりんモンロー」（2009年3月1日初回放送）
122. 石川真琴 「Busty Beauty」（2009年3月8日初回放送）
123. KAORI 「JUICY MANGOSTEEN」（2009年3月15日初回放送）
124. 次原かな 「Fuwa-Fuwa」（2009年3月22日初回放送）
125. 神楽坂恵 「motto」（2009年3月29日初回放送）
126. 長谷川りりな 「激写」（2009年4月5日初回放送）
127. 河中あい 「Harvest」（2009年4月12日初回放送）
128. 木嶋のりこ 「激写」（2009年4月19日初回放送）
129. 竹内のぞみ 「密会」（2009年4月26日初回放送）
130. MISAKI 「NAKED LEOPARDESS」（2009年5月3日初回放送）
131. 夏目理緒 「ふり～だむっ」（2009年5月10日初回放送）
132. 松金洋子 「Body Scandal」（2009年5月17日初回放送）
133. 福永ちな 「恋ちな」（2009年5月24日初回放送）
134. 一色雅 「BOOBS BEAT」（2009年5月31日初回放送）
135. 八代みなせ 「し・あ・わ・せ！」（2009年6月7日初回放送）
136. 浦えりか 「胸キュンワルキューレ」（2009年6月14日初回放送）
137. 百瀬実咲 「ときめき」（2009年6月21日初回放送）
138. 藤原ななこ 「Reach the limit」（2009年6月28日初回放送）
139. 水沢友香 「めっちゃ!ええ感じ」（2009年7月5日初回放送）
140. 杉原杏璃 「杏Sweet」（2009年7月12日初回放送）
141. 次原かな 「攻めドキ」（2009年7月19日初回放送）
142. 岡田真由香 「限界Kカップ」（2009年7月26日初回放送）
143. 相澤仁美 「青春ダイナミックII」（2009年8月2日初回放送）
144. 松金洋子 「豊穣」（2009年8月9日初回放送）
145. 北村ひとみ 「やわらかなひとみ」（2009年8月16日初回放送）
146. 夏目理緒 「EROTICA」（2009年8月23日初回放送）
147. 森下悠里 「受諾-Ju-DaKu-」（2009年8月30日初回放送）
148. 内宮有里 「ari@RQ」（2009年9月6日初回放送）
149. 折原みか 「愛しくて」（2009年9月13日初回放送）
150. 一色雅 「Good to go!」（2009年9月20日初回放送）
151. 井上舞妃子 「まいちん」（2009年9月27日初回放送）
152. 稲垣実花 「お願い・・・」（2009年10月4日初回放送）
153. 結城舞衣 「SUPER BODY」（2009年10月11日初回放送）
154. 河中あい 「Pure Heart」（2009年10月18日初回放送）
155. 石川優実 「激写 ゆれる思い」（2009年10月25日初回放送）
156. 三井麻由 「ミツイズム」（2009年11月1日初回放送）
157. 名波はるか 「Glamorous」（2009年11月8日初回放送）
158. 佐藤和沙 「蜃気楼」（2009年11月15日初回放送）
159. 若木萌 「激写 清純清楚」（2009年11月22日初回放送）
160. KAORI 「濡時間（ヌレドキ）」（2009年11月29日初回放送）
161. 岡田真由香・潤音 「ハミーパイ」（2009年12月6日初回放送）
162. 渡瀬真由 「激写 野性美少女」（2009年12月13日初回放送）
163. 浦えりか 「HIP おっ PIE」（2009年12月20日初回放送）
164. 川原洋子 「濡時間(ﾇﾚﾄﾞｷ)」（2009年12月27日初回放送）
165. 相澤仁美 「Hitomi Crisis！」（2010年1月3日初回放送）
166. 辰巳奈都子 「ひとナツの恋」（2010年1月10日初回放送）
167. 福永ちな 「ひとり遊戯」（2010年1月17日初回放送）
168. 松金ようこ 「爆撃～巨乳警報発令～」（2010年1月24日初回放送）
169. 森下悠里 「悠里白書」（2010年1月31日初回放送）
170. 多田あさみ 「ロマンシア」（2010年2月7日初回放送）
171. 春菜はな 「奇跡の美少女」（2010年2月14日初回放送）
172. 戸田れい 「セルフィッシュ」（2010年2月21日初回放送）
173. 鎌田奈津美 「ナツミニッツ」（2010年2月28日初回放送）
174. 佐藤ゆりな 「ユリナーデ」（2010年3月7日初回放送）
175. 本橋優華 「甘い衝撃」（2010年3月14日初回放送）
176. 吉川このみ 「このみん」（2010年3月21日初回放送）
177. 夏目理緒 「モゥモゥ」（2010年3月28日初回放送）
178. 佐藤舞砂 「舞砂の予淫」（2010年4月4日初回放送）
179. 佐野夏芽 「夏恋」（2010年4月11日初回放送）
180. 折原みか 「おりりん★レボリューション」（2010年4月18日初回放送）
181. AYA 「Lip Service」（2010年4月25日初回放送）
182. 助川まりえ 「恋夏風景」（2010年5月2日初回放送）
183. 春菜はな 「恋遊旅交～暴れん坊おっぱい～」（2010年5月9日初回放送）
184. 瀬長奈津実 「奈津実の実は・・・」（2010年5月16日初回放送）
185. 桐山瑠衣 「るいルージュ」（2010年5月23日初回放送）
186. 相澤仁美 「青春ダイナミック3」（2010年5月30日初回放送）
187. 戸田れい 「My Baby ～私とあなたの～」（2010年6月6日初回放送）
188. 川村りか 「Venus Body」（2010年6月13日初回放送）
189. 吉川麻衣子 「まいまいせるふ」（2010年6月20日初回放送）
190. 大矢真夕 「純真フライト」（2010年6月27日初回放送）
191. 次原かな 「SO KANA」（2010年7月4日初回放送）
192. 杉原杏璃 「杏蜜」（2010年7月11日初回放送）
193. 岡田真由香 「ボインイズム」（2010年7月18日初回放送）
194. 森はるか 「はるか奮闘記」（2010年7月25日初回放送）
195. ほしのあき 「fantasia」（2010年8月1日初回放送）
196. 熊田曜子 「NAKED HEART」（2010年8月8日初回放送）
197. 鎌田奈津美 「ナツミラクル」（2010年8月15日初回放送）
198. 川村ゆきえ 「A lover sense」（2010年8月22日初回放送）
199. 山本梓 「あずPARK」（2010年8月29日初回放送）
200. 佐野夏芽「夏愛」（2010年9月5日初回放送）
201. 伊藤えみ「LOVE＆GAME」（2010年9月12日初回放送）
202. 滝沢乃南「柔肌」（2010年9月19日初回放送）
203. 夏目理緒「りおブラボ～！」［最終回］（2010年9月26日初回放送）